# El Dorado (альбом Шакиры)
El Dorado — одиннадцатый студийный альбом колумбийской певицы Шакиры, выпущенный 26 мая 2017 года на лейбле Sony Music Latin. Пластинка включает в себя преимущественно испаноязычные композиции, а также три песни на английском языке.

## История создания и запись
В октябре 2015 года, после небольшого перерыва, связанного с рождением сына, Шакира объявила о возвращении в студию для записи нового альбома. В то же время певица начала задаваться вопросом, выпустит ли она что-нибудь вновь: «Я была полна сомнений и думала, что больше не буду выпускать хорошую музыку». Она также пыталась понять, когда завершит карьеру, на что её возлюбленный, испанский футболист Жерар Пике ответил: «Когда тебе нечего будет сказать. Но этот момент ещё не наступил». По словам Шакиры, «творец» внутри неё, а также её двухлетний сын, «нуждались во внимании»: «Личность, мать, творец — все эти маленькие Шакиры внутри меня боролись, поэтому я чувствовала себя неспокойно».
Запись пластинки началась в начале 2016 года. В феврале того же года, во время интервью для анимационного фильма «Зверополис», где Шакира озвучила одного из персонажей, она рассказала о возвращении к написанию песен на испанском языке. В марте певица поделилась в социальных сетях несколькими снимками из студии. В августе ямайский певец Шон Пол в интервью журналу Billboard рассказал о том, что он записал с Шакирой песню под названием «Temple», которую спродюсировал Дэвид Гетта. В период записи пластинки ходили слухи о сотрудничестве певицы с продюсерами Кельвином Харрисом и Stargate, хотя официального подтверждения не было.

## Реакция критиков
| Оценки критиков         | Оценки критиков |
| Источник                | Оценка          |
| ----------------------- | --------------- |
| ABC News                | [ 9 ]           |
| AllMusic                | [ 10 ]          |
| Knoxville News Sentinel | [ 11 ]          |
| Latin Times             | (смешанная)     |
| The National            | [ 13 ]          |

El Dorado получил в основном смешанные отзывы музыкальных критиков. Стивен Томас Эрлевайн поставил диску три с половиной балла из пяти возможных, отметив, что на протяжении всего альбома «Шакира ловко переключается между просачивающимися электронными ритмами, старомодными балладами и хрупким adult contemporary». В заключение рецензент назвал пластинку «целостной и зрелой в своём строгом, но не скучном, контроле над настроением». Чак Кэмпбелл отозвался об альбоме как о «сборной солянке модных и традиционных песен от талантливого музыкального старожила, которому нечего доказывать». Критик высоко оценил давнее сотрудничество Шакиры с Луисом Фернандо Очоа, её вокальные данные и аранжировки треков, отражающие «не только происхождение певицы, но и текущее состояние поп-музыки». При этом, обозреватель, подытожив рецензию, отметил, что альбом полон «приятных песен, которые тут же завлекают, но легко забываются, как только заканчиваются».
Аллан Рейбл из ABC News высказал мнение, что эта пластинка демонстрирует творческий рост певицы, «даже если она остаётся верна клубным трекам и любовным балладам. Она развивает наглядную, невольную проницательность». По мнению Джоан Уоллес из Latin Times, альбом «кажется вынужденным сборником песен, которые мы уже слышали, с пятью новыми, заурядными треками». Уоллес также отметила недостаток креативности, присущей альбомам Pies Descalzos (1995) и Laundry Service (2001).

## Коммерческий успех
El Dorado дебютировал под пятнадцатым номером в американском хит-параде Billboard 200. Пластинка оказалась шестым наиболее продаваемым альбомом недели, в первую неделю было продано 20 000 экземпляров. Диск занял первую строчку в чарте Billboard Latin Pop Albums с продажами 29 000 альбомных единиц, став седьмым альбомом Шакиры, возглавившим этот хит-парад. Пластинка дебютировала под вторым номером в Top Latin Albums, а на следующей неделе поднялась на вершину чарта. El Dorado стал самым продаваемым латиноамериканским альбомом в первую неделю более чем за два года; предыдущим таким альбомом была пластинка Херардо Ортис Hoy Mas Fuerte (2015). Он также стал наиболее продаваемым латиноамериканским альбомом в США за первую половину 2017 года, всего было продано 131 000 альбомных единиц. Согласно годовому отчёту Nielsen SoundScan за 2017 год, общие продажи диска в США составили 246 000 единиц, эквивалентных альбому. В октябре 2018 года пластинка в десятый раз получила платиновый статус (для латиноамериканских альбомов) от RIAA. El Dorado занимает 19-ю строчку в рейтинге самых продаваемых альбомов 2010-х годов в США по версии журнала Billboard.
El Dorado дебютировал под 54-м номером в британском хит-параде и под 92-м — в австралийском. Во французском чарте пластинка закрепилась на четвёртой позиции, а концу года её продажи во Франции превысили 33 000 экземпляров. Позже в этой стране диску присвоили золотой статус. Кроме того, El Dorado возглавил хит-парад Романдии, франкоязычной части Швейцарии, а также вошёл в первую десятку чартов Австрии, Испании и Швейцарии, в первую двадцатку Германии, Италии и Нидерландов и в первую сороковку финского хит-парада.

## Список композиций
| №                   | Название                                                            | Автор(ы)                                                                           | Продюсер(ы)                                                            | Длительность |
| ------------------- | ------------------------------------------------------------------- | ---------------------------------------------------------------------------------- | ---------------------------------------------------------------------- | ------------ |
| 1.                  | «Me Enamoré»                                                        | Шакира, Раито                                                                      | Шакира, Раито, Rude Boyz, A.C.[a], Кевин ADG[a]                        | 3:47         |
| 2.                  | «Nada»                                                              | Шакира, Луис Фернандо Очоа                                                         | Шакира, Очоа, Supa Dups[b]                                             | 3:10         |
| 3.                  | «Chantaje» (при участии Малума)                                     | Шакира, Хуан Ариас, Джоэл Кастро, Кевин Лондоньо, Брайан Шаверра                   | Шакира, Малума, Чан «El Genio» (Rude Boyz), Кевин Хименес ADG          | 3:16         |
| 4.                  | «When a Woman»                                                      | Шакира, Куртис Маккензи, Джон Миллс, Джулия Майклз, Магнус Ойберг, Джастин Трантер | The Arcade, Чан «El Genio» (Rude Boyz)[b], Кевин Хименес ADG[b]        | 3:18         |
| 5.                  | «Amarillo»                                                          | Шакира, Очоа                                                                       | Шакира, Очоа, Supa Dups[b], A.C.[a], Стивен Макгрегор                  | 3:40         |
| 6.                  | «Perro Fiel» (при участии Ники Джем)                                | Шакира, Ник Каминеро, Кристиан Мена, Хуан Медина                                   | Шакира, Джем, Saga WhiteBlack                                          | 3:15         |
| 7.                  | «Trap» (при участии Малума)                                         | Шакира, Ариас, Рене Кано, Лондоньо, Шаверра                                        | Шакира, Малума, Чан «El Genio» (Rude Boyz), Кевин Хименес ADG, Очоа[b] | 3:20         |
| 8.                  | «Comme moi» (при участии Black M)                                   | Шакира, Альфа Диалло, Насри Атве, Dadju, Дэни Синте                                | Шакира, Supa Dups, Синте, Dadju, Black M                               | 3:08         |
| 9.                  | «Coconut Tree»                                                      | Шакира, Очоа                                                                       | Шакира, Очоа                                                           | 3:50         |
| 10.                 | «La Bicicleta» (при участии Карлоса Вивеса)                         | Шакира, Карлос Вивес, Андрес Кастро                                                | Шакира, Андрес Кастро, Карлос Вивес, Очоа                              | 3:48         |
| 11.                 | «Deja Vu» (при участии Принца Ройса)                                | Джеффри Рохас, Даниэль Сантакрус, Мэнни Круз                                       | Д'Лесли «Dice» Лора, Принц Ройс[a], Шакира[a], Rude Boyz[a]            | 3:16         |
| 12.                 | «What We Said» (англоязычная версия «Comme moi» при участии Magic!) | Шакира, Диалло, Атве                                                               | Шакира, Supa Dups, Атве, Синте, Dadju, Black M                         | 3:00         |
| 13.                 | «Toneladas»                                                         | Шакира, Очоа                                                                       | Шакира, A.C.[b]                                                        | 3:12         |
| Общая длительность: | Общая длительность:                                                 | Общая длительность:                                                                | Общая длительность:                                                    | 43:57        |

Примечания
- Информация адаптирована из буклета альбома
- ↑  означает сопродюсера
- ↑  означает дополнительного продюсера